# Eduardo Simian
Juan Eduardo Simian Gallet, manchmal auch Eduardo Simián, (* 16. November 1915 in Santiago; † 14. Dezember 1995 ebenda) war ein chilenischer Fußballspieler und Politiker. Der Torwart absolvierte drei Länderspiele für Chile. Von November 1964 bis Oktober 1966 war Simian Bergbauminister unter Präsident Eduardo Frei Montalva.

## Fußballkarriere

### Verein
Eduardo Simian studierte Bergbauwissenschaften an der Universidad de Chile und begann dort beim Universitätsverein CF Universidad de Chile seine fußballerische Profilaufbahn. Unter Trainer Luis Tirado gewann der mit Spitznamen Pulpo genannte Simian mit La U die für den Klub erste Meisterschaft 1940.
1940 bekam Simian ein Stipendium der Corporación de Fomento de la Producción, mit dem er in den USA in den Bereichen Geologische Erkundung, Geophysik und Bohren von Erkundungsbohrungen forschte. Somit pausierte seine Karriere bis zu seiner Rückkehr 1942. Er schloss sich wieder dem CF Universidad de Chile an. 1946 spielte er nochmals eine Saison bei La U, beendete dann aber endgültig seine Fußballkarriere.

### Nationalmannschaft
Eduardo Simian nahm mit der Nationalmannschaft Chiles am Campeonato Sudamericano 1939 teil und debütierte bei der 1:5-Niederlage im dritten Spiel gegen Paraguay. Bei der 2:3-Niederlage gegen Uruguay wurde der Torwart für Augusto Lobos eingewechselt. Im letzten Gruppenspiel spielte Simian beim 4:1-Erfolg gegen Ecuador erneut. Die La Roja beendete das Turnier mit einem Sieg und vier Niederlagen auf dem vierten Platz. Der Sieg gegen Ecuador war zugleich das letzte Länderspiel für Simian.

## Politikkarriere
Eduardo Simian begann schon Anfang der 1940er mit dem Stipendium mit der Prospektion. Als Leiter des Bohrteams war er an der Entdeckung der ersten Ölquelle in der Magallanes-Region beteiligt. 1950 wurde er von Präsident Gabriel González Videla zum Produktionsmanager des Staatsunternehmens Empresa Nacional del Petróleo (ENAP) ernannt.
1958 kandidierte Simian für einen Sitz im Senat, wurde aber nicht gewählt. Im November 1964 wurde der frühere Fußballspieler von Präsident Eduardo Frei Montalva zum Minister für Bergbau ernannt. Dieses Amt hatte Simian bis Oktober 1966 inne. Unter seiner Führung begann die Verstaatlichung der Kupferindustrie. 1973 wurde er Geschäftsführer von ENAP.

## Erfolge
U de Chile
- Chilenischer Meister: 1940